# Akademia Wojskowa w Belgradzie
Akademia Wojskowa (serb. Војна академија) – państwowa szkoła wyższa, zlokalizowana w Belgradzie.
Uczelnia powstała pierwotnie jako Szkoła Artylerii założona przez Franciszka Zacha w 1850 roku, po tym jak Księstwo Serbii uzyskało autonomię w ramach Imperium Osmańskiego. Po kongresie berlińskim w 1878, kiedy Serbia uzyskała niepodległość szkoła została przekształcona w Akademię Wojskową. 
W ramach uczelni funkcjonuje 15 katedr:
- Katedra Zarządzania
- Katedra Taktyki
- Katedra Nauk Społecznych
- Katedra Uzbrojenia i Wyposażenia Sił Lądowych
- Katedra Uzbrojenia i Wyposażenia Artylerii, Jednostek Rakietowych i Przeciwlotniczych
- Katedra Nauk Matematycznych i Przyrodniczych
- Katedra Języków Obcych
- Katedra Wojskowej Inżynierii Mechanicznej
- Katedra Wojskowej Inżynierii Elektrycznej
- Katedra Wojskowej Inżynierii Chemicznej
- Katedra Lotnictwa Wojskowego
- Katedra Telekomunikacji i Nauk Informatycznych
- Katedra Logistyki
- Katedra Wychowania Fizycznego

## Źródła
- Historia. va.mod.gov.rs. [zarchiwizowane z tego adresu (2016-04-19)]. na stronie uczelni